# Château de Rocheblave
Le château de Rocheblave est un château du XVIe siècle situé à Ispagnac, en surplomb de l'entrée des gorges du Tarn, dans le département français de la Lozère.

## Situation
Le château est situé à proximité du hameau de Molines, sur la commune d'Ispagnac, en Lozère.
Accessible depuis la route départementale 907bis reliant Quézac à Sainte-Enimie, il surplombe la rive droite du Tarn. Sa situation lui permettait ainsi de contrôler l'entrée des gorges du Tarn ainsi que l'accès au causse de Sauveterre.

## Histoire
Propriété séculaire de la famille de Lauberge, marquis de Cassagnoles (Gard), qui passe ensuite à leur héritier, M. de Vergèze d'Aubussargues, au milieu du XVIIIe siècle.
À la fin du XIXe siècle, son propriétaire était Louis Jourdan, député de la Lozère de 1886 à 1905.

### Sources et références
1. 1 2  Abbé Alexis Solanet, Les gorges du Tarn illustrées, Paris, Imprimerie de l'Armorial français, 1894 (lire en ligne), p. 46-47
2. ↑  Louis JOURDAN sur le site de l'Assemblée nationale